# Asta Zero
AstaZero AB är ett aktiebolag AstaZero AB med statliga forskningsinstitutet Rise som ägare. AstaZero har en testbana för aktiv fordonssäkerhet och det uppkopplade transportsystemet belägen i Hällered, Sandhult utanför Borås. I Hällered ligger även Volvos testbana Hällered Proving ground som till skillnad från Asta Zero fokuserar på passiv fordonsssäkerhet. AstaZero har även kontor på Lindholmen.
Namnet kommer från en förkortning av Active Safety Test Area samt engelskans zero som hänvisar till den svenska nollvisionen för trafikolyckor.

## Anläggningen
2012 fick byggföretaget Peab byggordern på anläggningen.  Den 21 augusti 2014 invigdes banan, en investering om ca en halv miljard.

### Uppbyggnad
Banan har flera delar för att möjliggöra test av fordon i olika miljöer.

#### Landsväg
Banans längsta del är en 5,7 km landsväg som sträcker sig runt hela anläggningen. Landsvägen har avsnitt designade för både 70 km/h och 90 km/h. Längs med vägen finns två korsningar med utbytbara trafikskyltar samt busshållplats.

#### Flerfilig väg
En 700 m lång flerfilig väg finns tillgänglig för test av exempelvis filbyten. Vägen är belyst och i ändarna finns möjlighet att vända.

#### Högfartsdel
För att testa exempelvis undanmanövrar finns en högfartsanläggning. Denna består av en asfalterad cirkulär yta med en diameter av 240 m. Kopplad till denna finns två accelerationszoner, den ena 1 km lång.

### Vidareutveckling
Under 2017 fick anläggningen Sveriges första testtillstånd för 5G-nät som skulle uppföras tillsammans med utrustning från Ericsson. Under 2018 började nätet användas för att kunna övervaka fordonen på anläggningen. 5G-nätet används även för att testa fordons trådlösa prestanda. 
Under 2020 gjordes en övertäckning av en av banans delar. Syftet är att underlätta testning i olika ljusförhållanden, och att möjliggöra testning även under de mörka och blöta vintermånaderna i Sverige.  Tunneln invigdes 28 april 2021.